# Sand GC
Sand GC är en golfklubb i Småland. Banan öppnade för spel (på 18 hål) i juni 2006, och ligger 10 kilometer nordväst om Jönköping. 
Klubben har en stor driving range med grästee, ett övningsområde och två puttinggreener.

## Historik och arkitektur
Sand GC kom till på initiativ av Martin Sternberg och Claes-Göran Wibreus, grundare av Hills GC utanför Göteborg. Arkitekterna som ritat banan är Arthur Hills och Steve Forrest. Banan började byggas i början av 2004 och var en av de första banorna i Sverige som byggdes med modern ytvattendränering. Banan är en så kallad inland links, den första i sitt slag i Sverige, och har omskrivits för sin extrema design där spelupplevelsen har fått all uppmärksamhet och där anpassningen till naturen fått stå tillbaks. En förutsättning för att bygga golfbanor på det här sättet är skickliga maskinförare. Bulldozerföraren Brian Smith var huvudansvarig för skapandet av det landskap som skapats vid byggandet av Sand GC.

## Utmärkelser
När den amerikanska tidningen Golf Digest 2007 rankade världens bästa golfbanor placerade sig Sand GC på plats 82 bland banor utanför USA. 

## Historik
2004, Januari, Banan börjar byggas 

2005, Augusti, Banan öppnar nio hål. Nuvarande hål 12-18 och 1-2 spelas. 

2006, Juni, Banan öppnar arton hål. 

2006, Oktober, Klubbhuset öppnas. 

2010, April, Sand Golf Club Hotel invigs, 16 rum med plats för 35 personer 2014, Maj, nybyggda Sand Golfhotell invigs, 14 ytterligare rum med plats för 30 personer

## Klubbmästare
|      | Herrar           | Damer                 |
| ---- | ---------------- | --------------------- |
| 2005 | Per Svensson     |                       |
| 2006 | Per Svensson     | Mimi Zander-Fogler    |
| 2007 | Andreaz Lindberg | Ann-Catrin Sveningson |
| 2008 | Peter Kindh      | Ann-Catrin Sveningson |
| 2009 | Torbjörn Hurtig  | Ann-Catrin Sveningson |
| 2010 | Peter Malmgren   | Carola Leander        |
| 2011 | Pierre Noldin    | Linda Yngdén          |

## Kuriosa
Bland kända medlemmar märks Göran Zachrisson, Fredrik Jacobson, Michael Jonzon, Thomas Waldenstedt, Jan-Gunnar Forsblad och Patrik Sjöland.